# Guerra Civil portuguesa
La Guerra Civil portuguesa, també coneguda com a Guerres Liberals, Guerra Miguelista o Guerra dels Dos Germans (en portuguès i respectivament: Guerra Civil portuguesa, Guerras Liberais, Guerra Miguelista o Guerra dos Dois Irmãos) fou una guerra civil que es desenvolupà a Portugal entre liberals constitucionalistes i absolutistes sobre la qüestió de la successió reial, que durà del 1828 al 1834.
La causa radicà en el respecte de les normes establertes per la successió del tron portuguès davant la presa en consideració de les Corts del 1828, que havien aclamat a Miguel I com a rei de Portugal. Les parts enrolades en el conflicte van ser el partit constitucionalista progressista de la reina Maria II de Portugal, que va rebre el suport del seu pare, Pere I del Brasil i IV de Portugal abans de l'esclat del conflicte, i el partit tradicionalista de Miquel I de Portugal. Després de tres anys de guerra civil, El 22 d'abril de 1834 els liberals Regne Unit, el Regne de França, el regne d'Espanya i el regne de Portugal van signar la Quàdruple Aliança en suport mutu i Miquel I es va veure obligat a abdicar el 26 de maig de 1834 en la Capitulació d'Évora Monte i fou expulsat del Regne. En la guerra intervingueren el Regne Unit, França, Espanya i l'Església Catòlica.